# Chemieindustrie in Deutschland
Die chemische Industrie in Deutschland ist ein wichtiger Zweig der deutschen Industrie.
Mit knapp einem Viertel des Chemieumsatzes der EU ist die deutsche chemisch-pharmazeutische Industrie in Europa führend (Stand 2019). Weltweit belegt sie hinter China, den USA und Japan Rang vier. Innerhalb der deutschen Industrie hat die Chemiebranche mit 198 Milliarden Euro Umsatz den Platz drei nach der Autoindustrie und dem Maschinenbau.
Über 450.000 Mitarbeiter arbeiten in Deutschland in der chemischen Industrie. Weitere 400.000 Mitarbeiter arbeiten bei ausländischen Tochterunternehmen deutscher Chemieunternehmen.

## Unternehmen
In Deutschland gibt es über 2000 Chemie- und Pharmaunternehmen. In knapp der Hälfte der Unternehmen arbeiten weniger als 50 Mitarbeiter (kleine Unternehmen). Mit Stand 2020 sind die größten Unternehmen der chemischen Industrie mit Sitz in Deutschland, bzw. die größten deutschen Tochterunternehmen ausländischer Chemieunternehmen:
| Die 20 umsatzstärksten deutschen Chemieunternehmen (2020) | Die 20 umsatzstärksten deutschen Chemieunternehmen (2020) | Die 20 umsatzstärksten deutschen Chemieunternehmen (2020) |
| Firma                                                     | Umsatz p. a. in Mio. Euro                                 | Anzahl Mitarbeiter                                        |
| --------------------------------------------------------- | --------------------------------------------------------- | --------------------------------------------------------- |
| BASF SE                                                   | 059.149                                                   | 0110.302                                                  |
| Bayer AG                                                  | 041.400                                                   | 099.538                                                   |
| Fresenius SE & Co. KGaA                                   | 036.277                                                   | 0311.269                                                  |
| Boehringer Ingelheim                                      | 019.556                                                   | 051.944                                                   |
| Henkel AG & Co. KGaA                                      | 019.250                                                   | 052.950                                                   |
| Merck KGaA                                                | 017.534                                                   | 058.127                                                   |
| Evonik Industries AG                                      | 012.199                                                   | 033.106                                                   |
| Covestro AG                                               | 010.706                                                   | 016.501                                                   |
| B. Braun SE                                               | 07.426                                                    | 064.317                                                   |
| Beiersdorf AG                                             | 07.025                                                    | 020.306                                                   |
| Lanxess AG                                                | 06.104                                                    | 014.756                                                   |
| Wacker Chemie AG                                          | 04.692                                                    | 014.283                                                   |
| K+S AG                                                    | 03.698                                                    | 014.732                                                   |
| Symrise AG                                                | 03.521                                                    | 010.665                                                   |
| Stada Arzneimittel AG                                     | 03.010                                                    | 012.301                                                   |
| Paul Hartmann AG                                          | 02.433                                                    | 010.625                                                   |
| Fuchs Petrolub SE                                         | 02.378                                                    | 05.728                                                    |
| Altana AG                                                 | 02.178                                                    | 06.529                                                    |
| Westfalen AG                                              | 01.590                                                    | 01.763                                                    |
| DAW SE                                                    | 01.378                                                    | 0keine Angabe                                             |

| Umsatzstarke deutsche Töchter ausländischer Chemieunternehmen (2020) | Umsatzstarke deutsche Töchter ausländischer Chemieunternehmen (2020) | Umsatzstarke deutsche Töchter ausländischer Chemieunternehmen (2020) |
| Firma                                                                | Umsatz p. a. in Mio. Euro                                            | Anzahl Mitarbeiter                                                   |
| -------------------------------------------------------------------- | -------------------------------------------------------------------- | -------------------------------------------------------------------- |
| Roche Deutschland Holding GmbH                                       | 07.809                                                               | 017.213                                                              |
| Sanofi-Aventis Deutschland GmbH                                      | 04.643                                                               | 08.109                                                               |
| Novartis Deutschland GmbH                                            | 04.335                                                               | 05.497                                                               |
| Basell Polyolefine GmbH                                              | 03.725                                                               | 0keine Angabe                                                        |
| Umicore AG & Co. KG                                                  | 03.200                                                               | 0keine Angabe                                                        |
| Procter & Gamble GmbH                                                | 03.146                                                               | 0keine Angabe                                                        |
| Dow Deutschland Anlagengesellschaft mbH                              | 02.410                                                               | 0keine Angabe                                                        |
| Abbvie Deutschland GmbH & Co. KG                                     | 01.845                                                               | 0keine Angabe                                                        |
| Air Liquide Industriegase GmbH & Co. KG                              | 01.700                                                               | 0keine Angabe                                                        |
| Celanese GmbH                                                        | 01.679                                                               | 01.149                                                               |

## Energieintensität
Die chemische Industrie in Deutschland nutzt derzeit 8,2 % des gesamten deutschen Endenergieverbrauchs (exkl. stofflicher Einsatz von Energieträgern). Die Anteile der Energieträger Erdgas (15,0 %) und Strom (10,4 %) sind höher. Da die Preise in Deutschland für Strom und Gas im internationalen Vergleich aber auch innerhalb Europas auf sehr hohem Niveau liegen, fordert der Verband der chemischen Industrie mehr Wettbewerb bei den Energiepreisen, da andernfalls die Chemieproduktion für chemische Grundstoffe in Deutschland einseitig gegenüber anderen Ländern belastet werden. Zwischen 1990 und 2006 konnte die chemische Industrie ihren Energiebedarf um 40 % senken, weitere Effizienzmaßnahmen sind aber nur mit erheblichen Kosten oder einer deutlichen Wettbewerbsverschlechterung möglich. Sehr kritisch wurde das Erneuerbare-Energien-Gesetz (EEG) vom Verband der Chemischen Industrie (VCI) beurteilt, wonach bis zum Jahre 2020 etwa 20 % des gesamten Energiebedarfs in Europa aus erneuerbaren Energie gedeckt werden sollen.
Der VCI hält nationale Alleingänge beim EU-Emissionshandel mit Klimagaszertifikaten, insbesondere die Senkung der Zuteilungsmenge von 495 Mio. auf 453 Mio. Zertifikate, für schädlich. Für jede zusätzlich emittierte Tonne Kohlendioxid müssen Unternehmen mit höherem Kohlendioxidausstoß CO2-Zertifikate von Anlagebetreibern mit CO2-Einsparungen kaufen. Zwischen 2013 und 2020 will die europäische Kommission die kostenlose Zuteilung von Zertifikaten schrittweise auf null zurückfahren. Je Tonne Kohlendioxid müssen Chemieunternehmen dann etwa 30 € zahlen, die Gesamtkosten für den Zertifikathandel werden sich ab 2013 auf 1 Mrd. Euro belaufen und verdoppeln sich bis 2020. Diese Regelungen führen zu erheblichen Kosten für deutsche und europäische Chemieunternehmen. Der Verband der chemischen Industrie fordert von der Politik stattdessen unentgeltliche Zertifikate für Chemieanlagen, die nach technischen Standards effizient arbeiten (benchmark).
Die Gefahr wird in einer Abwanderung von energieintensiven Betrieben in Weltregionen mit geringeren Kostenbelastungen gesehen. Große Länder wie USA, China, Indien weigern sich bislang an einem Emissionshandel oder an der Minimierung von Treibhausgasemissionen teilzunehmen und daher würde der Emissionshandel einseitig die Wirtschaft in Europa belasten.
Der Verband der chemischen Industrie schlägt statt eines Zertifikathandels mit Emissionsrechten ein Bonussystem vor. Dabei erhalten Hersteller erneuerbarer Energien neben dem Marktpreis für Energie einen europaweit abgestimmten Bonus für diesen Strom. Der VCI betont die Bereitschaft der Chemieindustrie beim Klimaschutz aktiv mitzuhelfen. Bei einer Ausrüstung von 24 Mio. Haushalten mit Wärmedämmstoffen für Außenfassaden von der chemischen Industrie könnten zukünftig 120 Mio. Tonnen Kohlendioxidemissionen vermieden werden.
Die Chemieindustrie leistet auch einen Beitrag zur Herstellung von Photovoltaikmodulen, womit derzeit 0,5 Mio. Tonnen Kohlendioxid in Deutschland eingespart werden.

## Beschäftigungssituation in der Chemieindustrie
Während zwischen 1991 und 2006 der Umsatz pro Chemiebeschäftigten von 148.700 €/Jahr auf 372.000 €/Jahr gestiegen ist, wurde gleichzeitig die Zahl der Beschäftigten in diesem Zeitraum von 716.700 auf 436.000 Personen abgebaut. Der durchschnittliche Bruttolohn in der chemischen Industrie stieg von 36.100 €/Jahr (1994) auf 46.800 €/Jahr (2006). Besonders einschneidend war der Abbau (1995–2006) im Bereich der organischen Chemikalien (−17.000 Beschäftigte), Polymere (−30.000 Beschäftigte), Fein-, Spezialchemikalien (−21.000 Beschäftigte), Wasch- und Körperpflegemittel (−13.000 Beschäftigte).
Eine Übersicht über die Schichtungen von beschäftigten Personen in Betrieben gibt die folgende Tabelle:
| Beschäftigte Personen | Anzahl der Unternehmen | Gesamtzahl Beschäftigte | Gesamtumsatz Mio. € |
| --------------------- | ---------------------- | ----------------------- | ------------------- |
| 1–9                   | 1.494                  | 6.449                   | 829                 |
| 10–19                 | 609                    | 8.464                   | 1.865               |
| 20–49                 | 390                    | 13.262                  | 3.548               |
| 50–99                 | 369                    | 26.037                  | 6.833               |
| 100–249               | 330                    | 52.250                  | 15.736              |
| 250–499               | 149                    | 54.920                  | 17.638              |
| 500–999               | 77                     | 53.123                  | 16.336              |
| Über 1000             | 67                     | 237.084                 | 91.639              |